# Górna Kraina

Regiony geograficzno-historyczne Słowenii. Górna Kraina oznaczona jako 2a

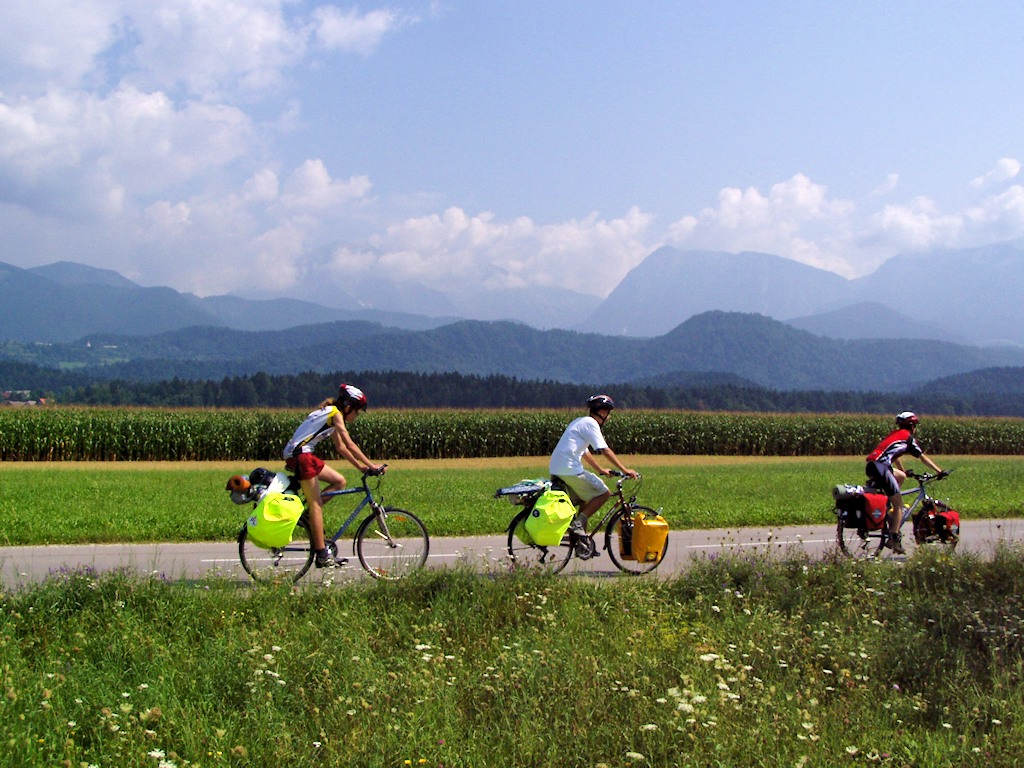
Turystyka rowerowa w Górnej Krainie

Górna Kraina (słoweń. Gorenjska, niem. Oberkrain) – dawny powiat (kreis) w podziale administracyjnym Austro-Węgier, istniejący w latach 1849–1919, a obecnie region historyczny wyróżniany w ramach Słowenii, część Krainy.
Głównym ośrodkiem jest Kranj, pomniejsze to Jesenice, Tržič, Škofja Loka, Kamnik, Domžale, Medvode oraz Radovljica.
Górna Kraina charakteryzuje się górzystym i pagórkowatym krajobrazem. W jej skład wchodzą Alpy Julijskie, Alpy Kamnickie, graniczne pasmo Karawanek oraz górna Dolina Sawy.

## Kultura
Strój ludowy charakterystyczny dla mieszkańców Górnej Krainy – Goreńców jest najbardziej rozpoznawalnym strojem ludowym w Słowenii, uważany za strój narodowy.

### Pisarze z Górnej Krainy

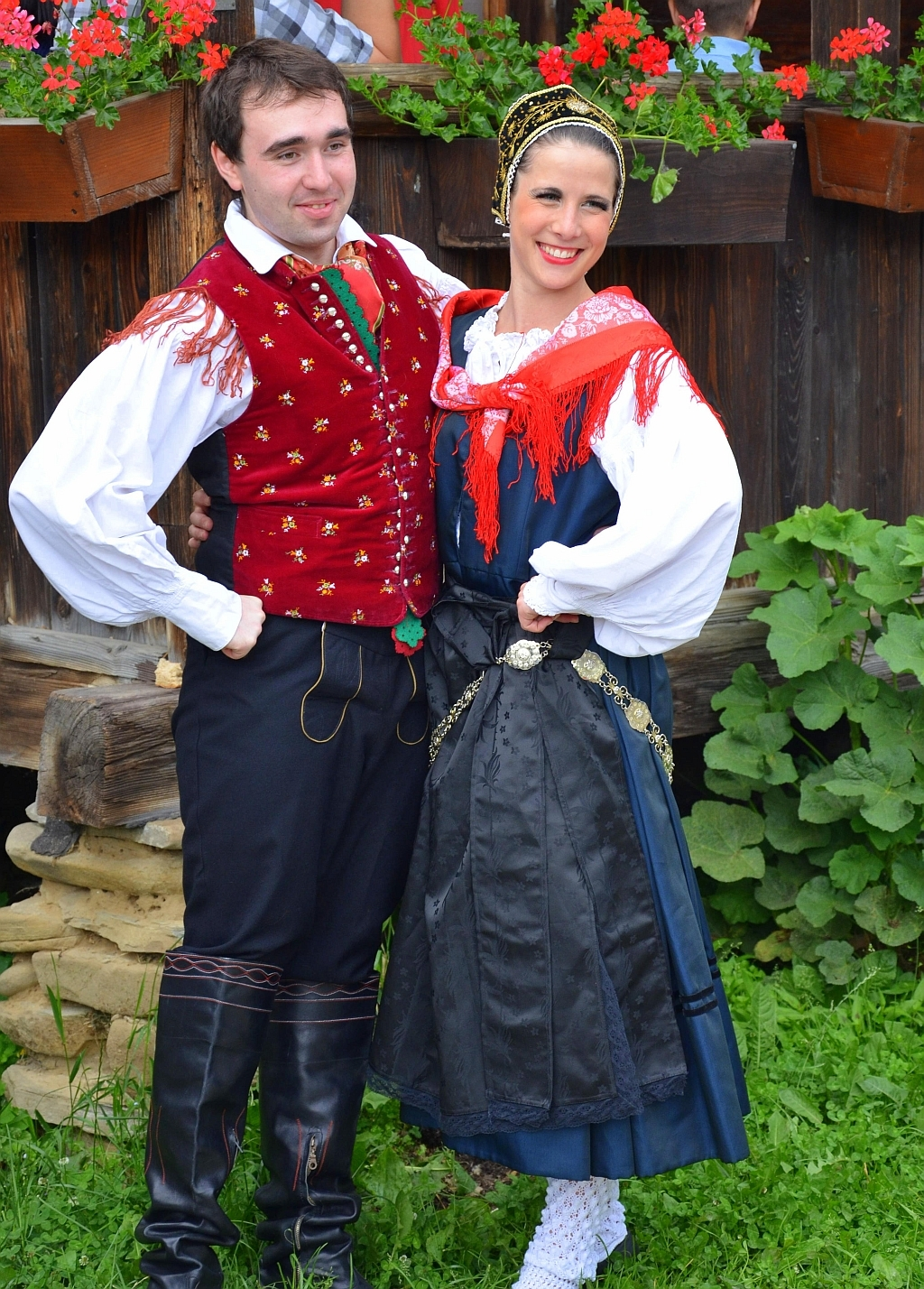
Strój ludowy z Górnej Krainy

- Anton Tomaž Linhart, urodzony w Radovljicy – dramaturg i historyk epoki oświecenia
- Ivan Tavčar, urodzony w Poljanach koło Škofjiej Loki – pisarz z przełomu romantyzmu i realizmu
- Janez Trdina, urodzony w Mengešu, później związany z Dolną Krainą – pisarz z przełomu romantyzmu i realizmu
- Cvetko Golar, urodzony we wsi Gosteče koło Škofjiej Loki – pisarz neoromantyczny
- Josip Vandot, urodzony w Kranjskiej Górze – pisarz literatury młodzieżowej
- Fran Saleški Finžgar, urodzony w Dolovčah, w gminie Žirovnica – pisarz epoki modernizmu
- France Balantič, urodzony w Kamniku, związany z prawicą (domobrani) – poeta czasu II wojny światowej
- Karel Mauser, urodzony na Bledzie – pisarz emigracyjny